# Айманова, Майра Шакеновна
Майра Шакеновна Айманова (каз. Майра Шәкенқызы Айманова; 15 мая 1936, Алма-Ата — 29 марта 1993, там же) — советская и казахская оперная певица, заслуженная артистка Казахской ССР (1984).

## Биография
Родилась 15 мая 1936 года в Алма-Ате в семье народного артиста СССР Шакена Айманова. Происходит из рода Айдабол, в составе рода Суюндык племени Аргын Среднего жуза. 
В 1963 году окончила факультет хорового вокала Алма-Атинской государственной консерватории.
С 1963 по 1993 год — солистка оперной труппы Казахского государственного академического театра оперы и балета имени Абая.

### Оперные партии
- «Айсулу» С. Мухаммеджанова — Жансулу
- «Алпамыс» Е. Рахмадиева — ведьмы
- «Кудашага» З. Исмагилова — Назым и др.

В составе Казахского государственного академического театра оперы и балета имени Абая участвовала в гастролях по городам республики и за границей.

### Семья
- Отец — Шакен Айманов (1914—1970), советский, казахский актёр, режиссёр театра и кино. Народный артист СССР, лауреат Государственной премии СССР.
- Мать - Хадиша Жиенкулова (1916-1982), актриса Казахского академического театра драмы. Сестра Шары Жиенкуловой
- Муж — Асанали Ашимов (род. 1937),  советский, казахский актёр, режиссёр театра и кино. Народный артист СССР. Герой Труда Казахстана.
  - Сын — Мади (1959—1999), архитектор.
  - Сын — Саги (1961—1999), актер. Лауреат Государственной премии Казахской ССР.